# Filippina di Gheldria
Filippina di Gheldria (Grave, 9 novembre 1467 – Pont-à-Mousson, 28 febbraio 1547), era figlia di Adolfo, duca di Gheldria e di Caterina di Borbone; apparteneva per nascita al casato di Egmond.
Era nipote per parte di madre di Pietro II di Borbone, signore di Beaujeu, poi duca di Borbone, marito della reggente Anna di Beaujeu. Sempre per parte di madre era cugina germana di Luisa di Savoia,  madre del re di Francia Francesco I.

## Biografia
Per rafforzare i legami fra il regno di Francia ed il ducato di Lorena fu scelta come sposa di Renato II, duca di Lorena e di Bar (1451 – 1508). Il matrimonio ebbe luogo ad Orléans il 1º settembre 1485.

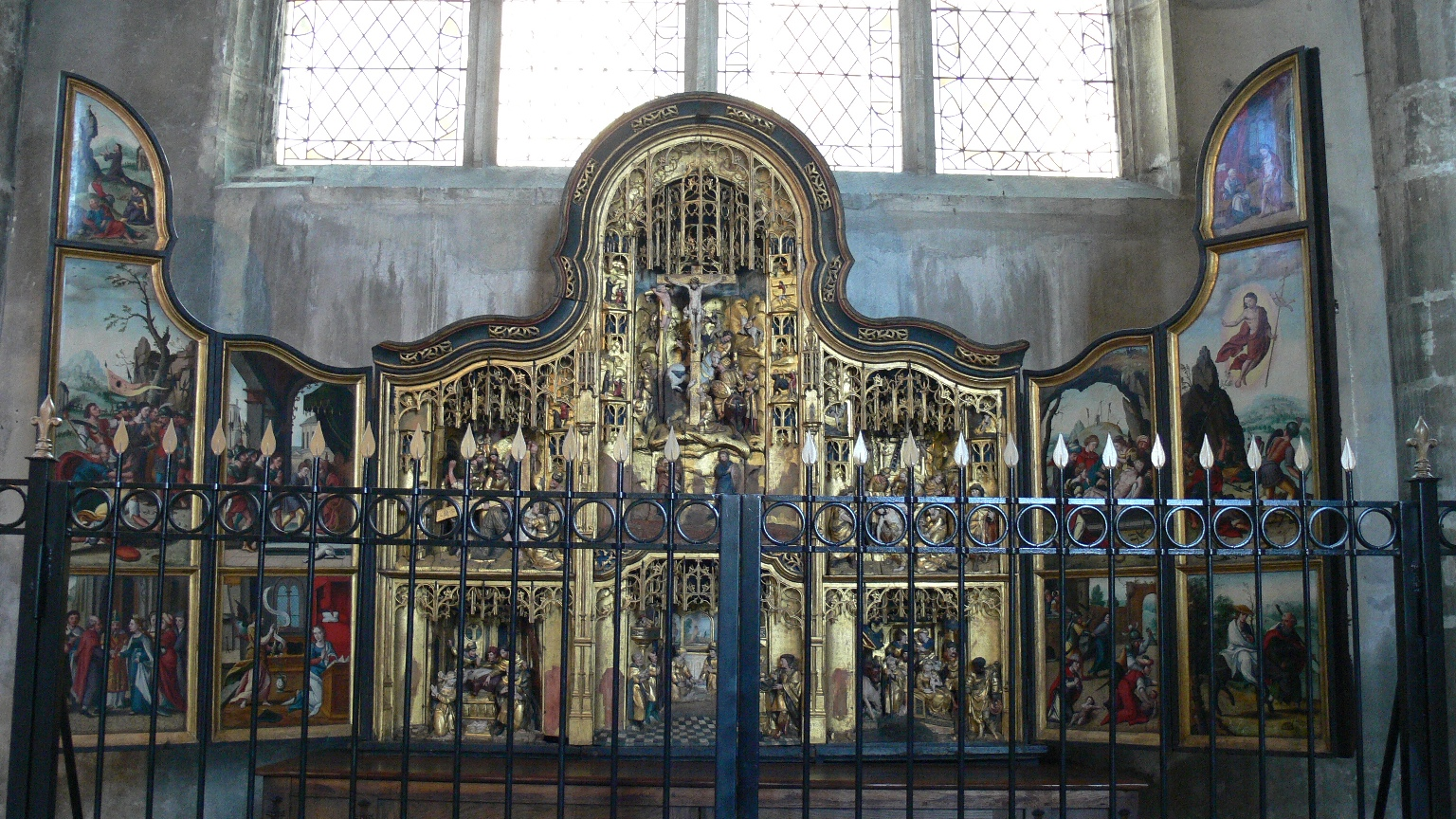
Pala d'altare offerta alle clarisse - Chiesa di Saint-Laurent a Pont-à-Mousson.

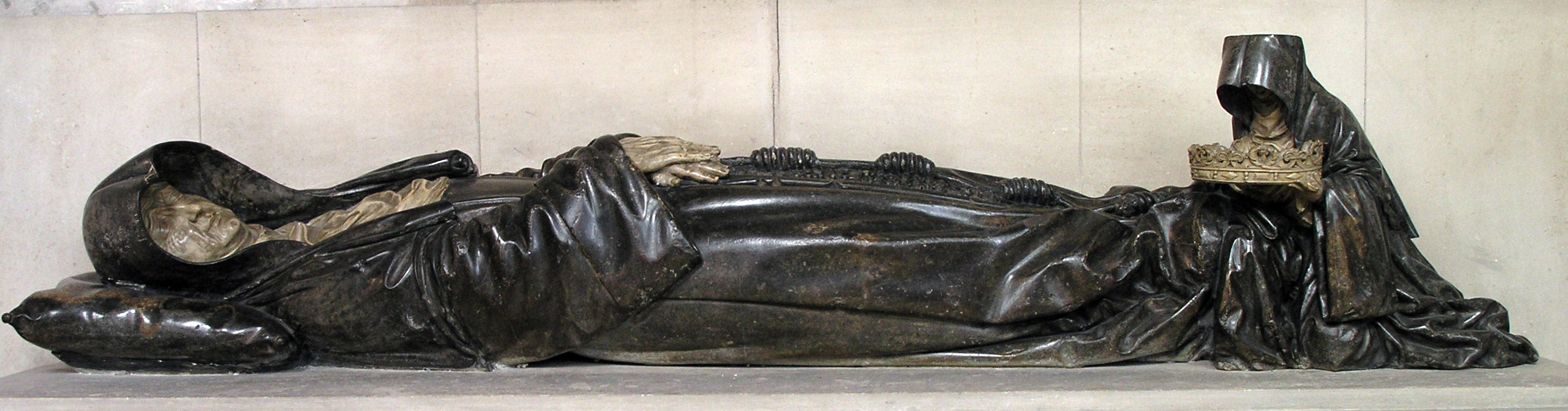
Monumento funebre di Filippina di Gheldria scolpito da Ligier Richier, e sito nella chiesa dei Cordeliers a Nancy.

Alla morte del marito Filippina cercò di assumere la reggenza del ducato in nome del figlio Antonio, che aveva solo 9 anni di età, ma gli Stati di Lorena decisero che l'età del figlio era sufficiente per poter regnare.
Il 13 giugno 1509 riscattò la signoria di Mayenne dalla cognata Margherita di Vaudémont, duchessa d'Alençon.
Ella si ritirò nel convento delle clarisse a Pont-à-Mousson il 15 dicembre 1519 ove rimase fino alla morte.
Entrando in convento ella ordinò una bellissima pala d'altare che offrì alla congregazione.
Il fratello Carlo, duca di Gheldria, morì 30 giugno 1538 senza eredi legittimi e Filippina rivendicò la successione del ducato di Gheldria e di quello di Juliers, del quale già si era impadronito Carlo I di Borgogna nel 1473. Il diritto di rivendicazione venne trasmesso al figlio Antonio, che lo aggiunse al suo blasone.

## Discendenza
Filippina e Renato ebbero dodici figli:
- Carlo (1486), morto infante;
- Francesco (nato e morto nel 1487);
- Antonio (1489 – 1544), duca di Lorena;
- Anna (1490 – 1491);
- Nicola (1493), morto infante;
- Isabella (1494 – 1508);
- Claudio (1496 – 1550), duca di Guisa, conte d'Harcourt, conte d'Aumale, barone d'Elbeuf, signore di Mayenne e di Joinville;
- Giovanni (1498 – 1550), cardinale, vescovo di Toul, di Metz e di Verdun;
- Luigi (1500 – 1528), vescovo di Verdun, poi conte di Vaudémont;
- Claudio (1502), morto infante;
- Caterina (1502), morta infante;
- Francesco (1506 – 1525), morto nella battaglia di Pavia, conte di Lambesc.

## Ascendenza
|                              |                                 |                                   | Genitori                                |  |  | Nonni |  |  | Bisnonni                          |  |  | Trisnonni                        |  |
|                              |                                 |                                   |                                         |  |  |       |  |  | 8. Giovanni II, signore di Egmond |  |  | 16. Arnoldo I, signore di Egmond |  |
|                              |                                 |                                   |                                         |  |  |       |  |  | 8. Giovanni II, signore di Egmond |  |  | 16. Arnoldo I, signore di Egmond |  |
|                              |                                 | 17. Jolanda di Leiningen-Dagsburg |                                         |  |  |       |  |  | 8. Giovanni II, signore di Egmond |  |  |                                  |  |
| 4. Arnoldo, duca di Gheldria |                                 |                                   |                                         |  |  |       |  |  | 8. Giovanni II, signore di Egmond |  |  |                                  |  |
|                              |                                 | 9. Maria di Arkel                 | 18. Giovanni V, signore di Arkel        |  |  |       |  |  |                                   |  |  |                                  |  |
|                              |                                 | 9. Maria di Arkel                 | 18. Giovanni V, signore di Arkel        |  |  |       |  |  |                                   |  |  |                                  |  |
|                              |                                 | 9. Maria di Arkel                 | 19. Giovanna di Jülich                  |  |  |       |  |  |                                   |  |  |                                  |  |
| 2. Adolfo, duca di Gheldria  |                                 | 9. Maria di Arkel                 |                                         |  |  |       |  |  |                                   |  |  |                                  |  |
|                              |                                 | 10. Adolfo I, duca di Kleve       | 20. Adolfo III, conte di Mark e Kleve   |  |  |       |  |  |                                   |  |  |                                  |  |
|                              |                                 | 10. Adolfo I, duca di Kleve       | 20. Adolfo III, conte di Mark e Kleve   |  |  |       |  |  |                                   |  |  |                                  |  |
|                              |                                 | 10. Adolfo I, duca di Kleve       | 21. Margherita di Berg                  |  |  |       |  |  |                                   |  |  |                                  |  |
| 5. Caterina di Kleve         |                                 | 10. Adolfo I, duca di Kleve       |                                         |  |  |       |  |  |                                   |  |  |                                  |  |
|                              |                                 | 11. Maria di Borgogna             | 22. Giovanni, duca di Borgogna (= 14)   |  |  |       |  |  |                                   |  |  |                                  |  |
|                              |                                 | 11. Maria di Borgogna             | 22. Giovanni, duca di Borgogna (= 14)   |  |  |       |  |  |                                   |  |  |                                  |  |
|                              |                                 | 11. Maria di Borgogna             | 23. Margherita di Baviera (= 15)        |  |  |       |  |  |                                   |  |  |                                  |  |
| 1. Filippina di Gheldria     |                                 | 11. Maria di Borgogna             |                                         |  |  |       |  |  |                                   |  |  |                                  |  |
|                              | 12. Giovanni I, duca di Borbone | 24. Luigi II, duca di Borbone     |                                         |  |  |       |  |  |                                   |  |  |                                  |  |
|                              | 12. Giovanni I, duca di Borbone | 24. Luigi II, duca di Borbone     |                                         |  |  |       |  |  |                                   |  |  |                                  |  |
|                              | 12. Giovanni I, duca di Borbone | 25. Anna d'Alvernia               |                                         |  |  |       |  |  |                                   |  |  |                                  |  |
| 6. Carlo I, duca di Borbone  | 12. Giovanni I, duca di Borbone |                                   |                                         |  |  |       |  |  |                                   |  |  |                                  |  |
|                              |                                 | 13. Maria di Berry                | 26. Giovanni, duca di Berry             |  |  |       |  |  |                                   |  |  |                                  |  |
|                              |                                 | 13. Maria di Berry                | 26. Giovanni, duca di Berry             |  |  |       |  |  |                                   |  |  |                                  |  |
|                              |                                 | 13. Maria di Berry                | 27. Giovanna d'Armagnac                 |  |  |       |  |  |                                   |  |  |                                  |  |
| 3. Caterina di Borbone       |                                 | 13. Maria di Berry                |                                         |  |  |       |  |  |                                   |  |  |                                  |  |
|                              |                                 | 14. Giovanni, duca di Borgogna    | 28. Filippo II, duca di Borgogna        |  |  |       |  |  |                                   |  |  |                                  |  |
|                              |                                 | 14. Giovanni, duca di Borgogna    | 28. Filippo II, duca di Borgogna        |  |  |       |  |  |                                   |  |  |                                  |  |
|                              |                                 | 14. Giovanni, duca di Borgogna    | 29. Margherita III, contessa di Fiandra |  |  |       |  |  |                                   |  |  |                                  |  |
| 7. Agnese di Borgogna        |                                 | 14. Giovanni, duca di Borgogna    |                                         |  |  |       |  |  |                                   |  |  |                                  |  |
|                              |                                 | 15. Margherita di Baviera         | 30. Alberto I, duca di Baviera          |  |  |       |  |  |                                   |  |  |                                  |  |
|                              |                                 | 15. Margherita di Baviera         | 30. Alberto I, duca di Baviera          |  |  |       |  |  |                                   |  |  |                                  |  |
|                              |                                 | 15. Margherita di Baviera         | 31. Margherita di Brieg                 |  |  |       |  |  |                                   |  |  |                                  |  |
|                              |                                 | 15. Margherita di Baviera         |                                         |  |  |       |  |  |                                   |  |  |                                  |  |